# Colobura dirce
Colobura dirce är en fjärilsart som beskrevs av Carl von Linné 1764. Colobura dirce ingår i släktet Colobura och familjen praktfjärilar. Inga underarter finns listade i Catalogue of Life.

## Bildgalleri

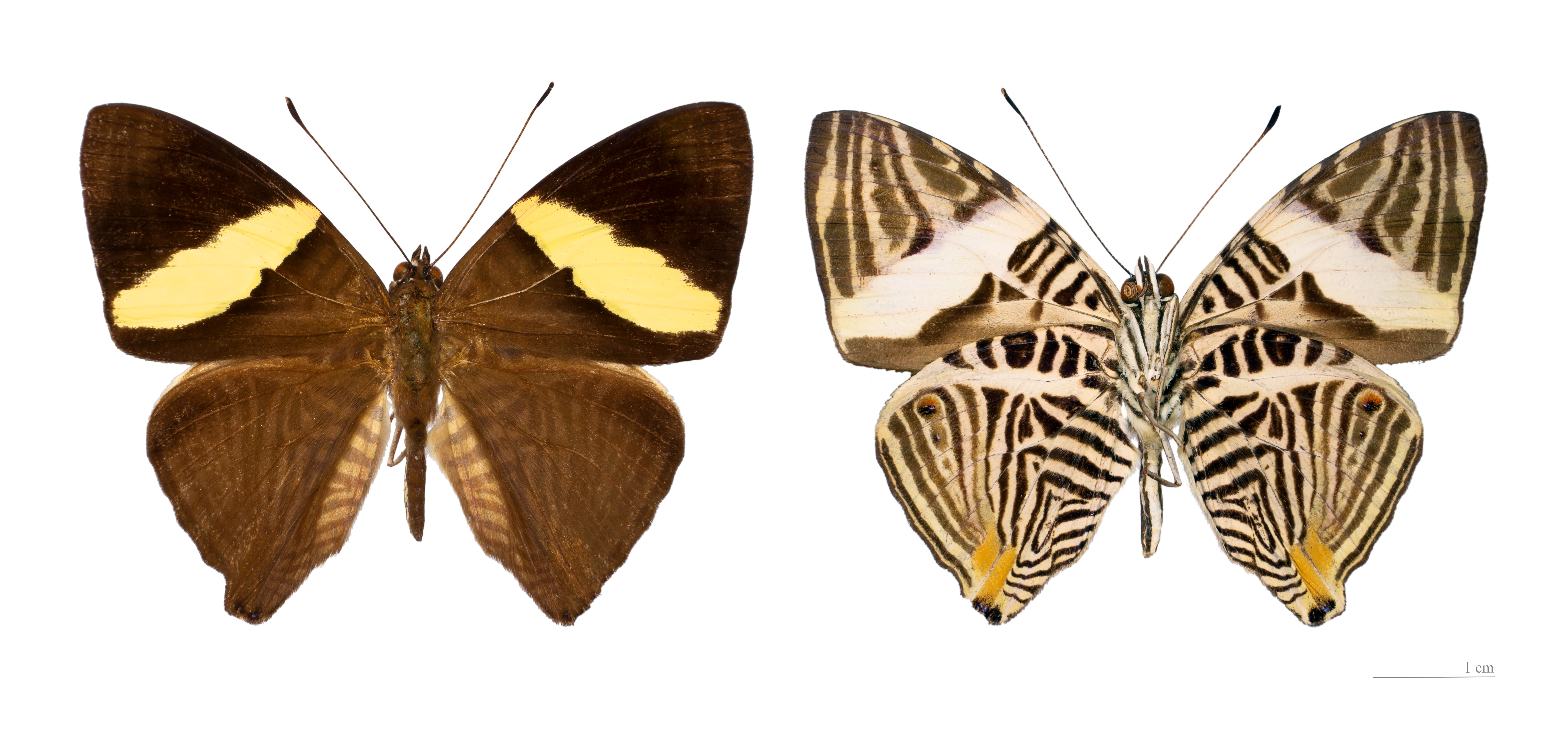
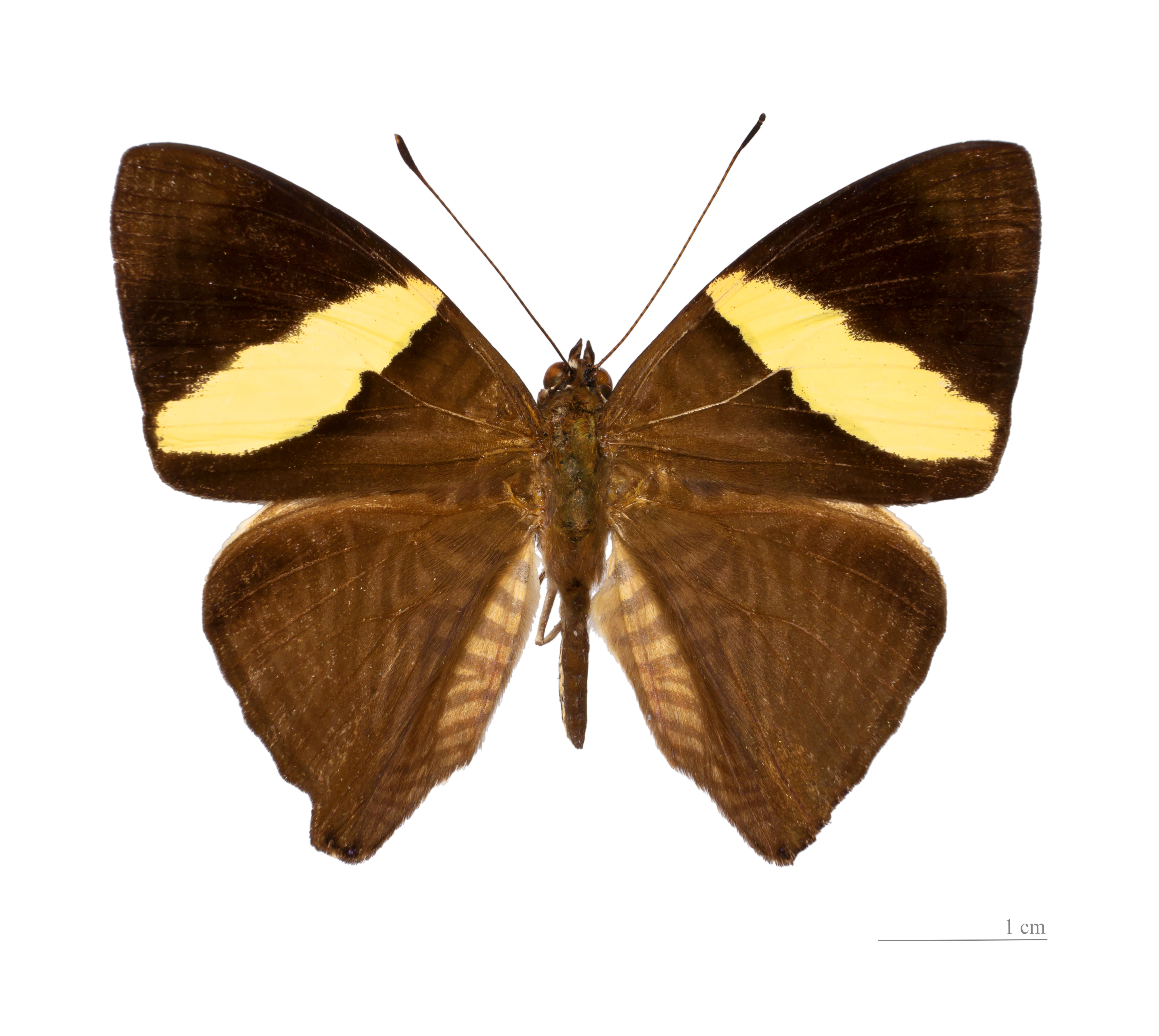
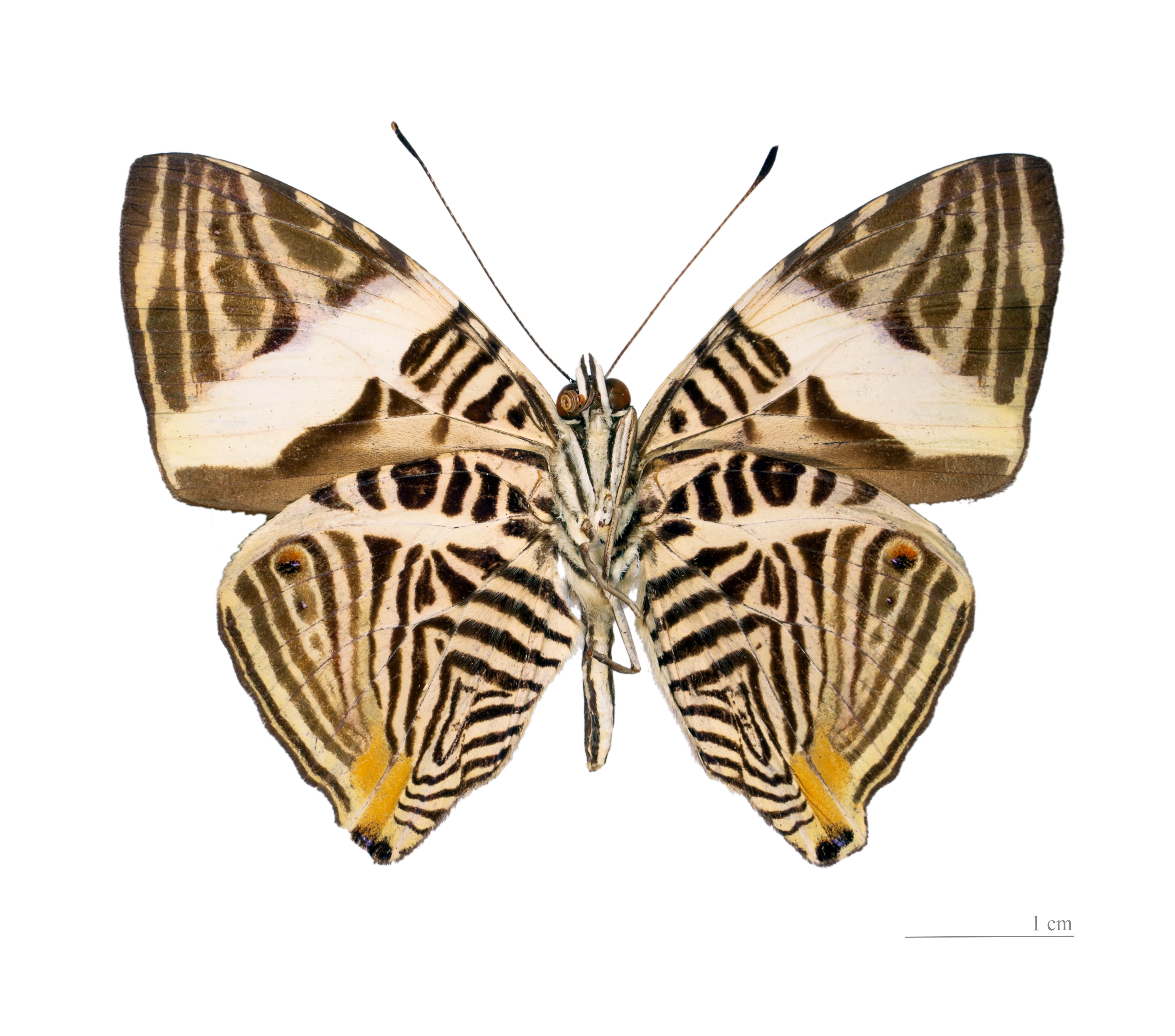
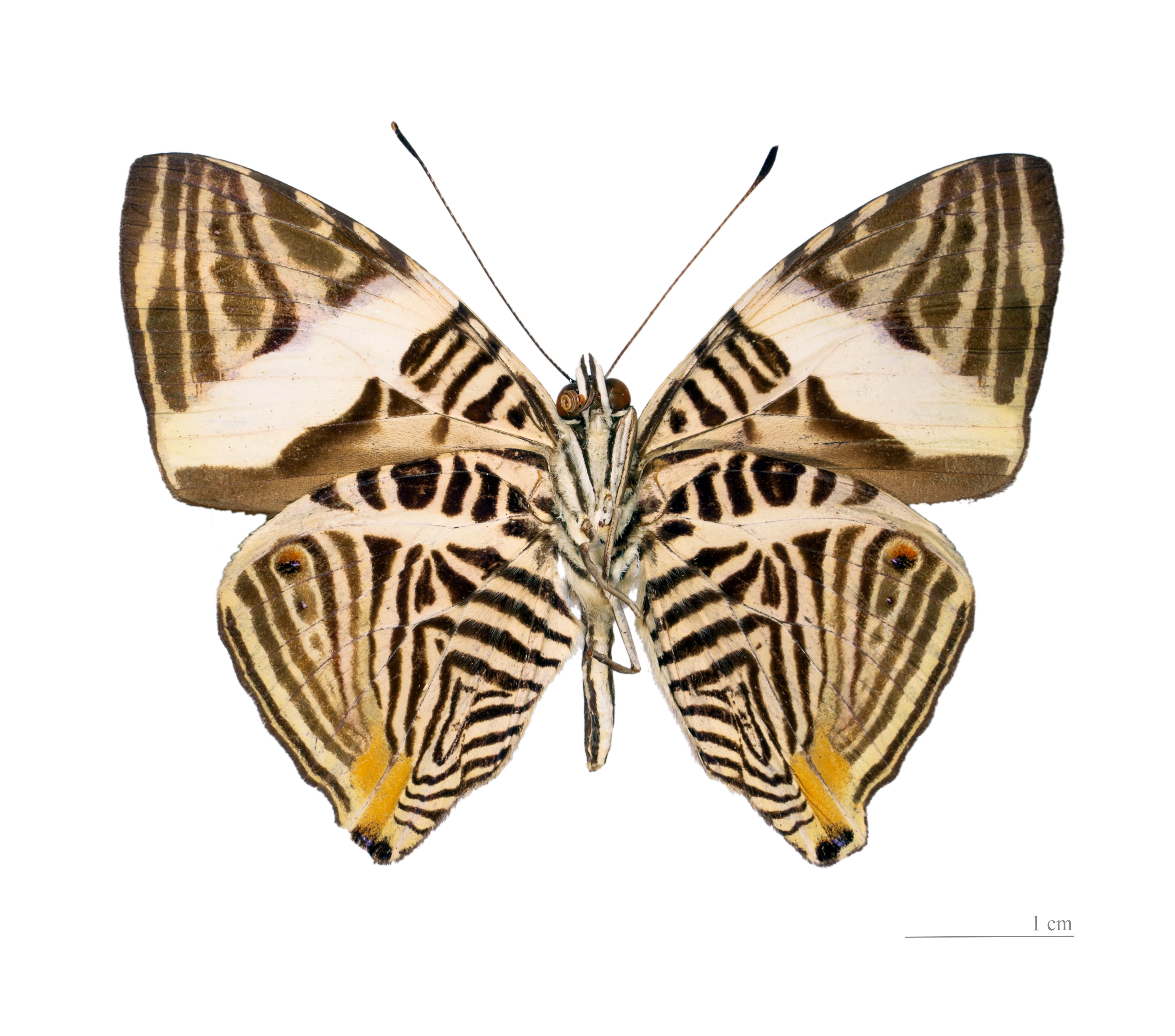